# Alhambra

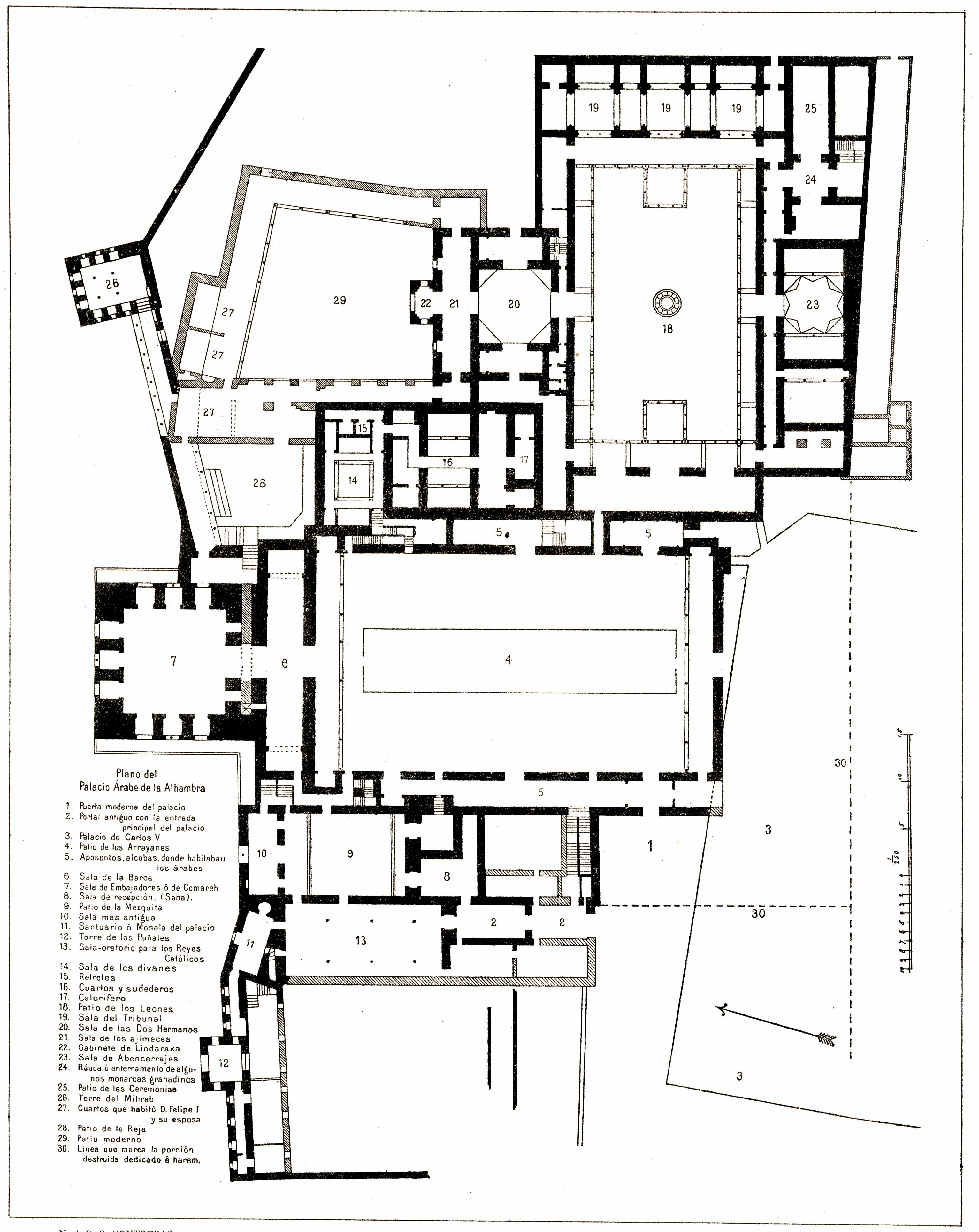
Phác thảo Palacio Arabe năm 1889

Lâu đài Alhambra (/ælˈhæmbrə/ ⓘ, tiếng Tây Ban Nha: [aˈlambɾa]; tiếng Ả Rập: الْحَمْرَاء, đã Latinh hoá: Al-Ḥamrāʾ, phát âm [alħamˈraːʔ], n.đ. '"The Red One"') là một quần thể cung điện và pháo đài nằm ở Granada, Andalusia, Tây Ban Nha. Ban đầu nó được xây dựng như một pháo đài nhỏ vào năm 889 trên nền là hệ thống công sự phòng thủ của đế chế Roman, và sau đó hầu như bị lãng quên cho đến khi những tàn tích của công trình này được cải tạo và xây dựng lại vào giữa thế kỷ 13 bởi Tiểu Vương Mohammed ben Al-Ahmar, triều đại Nasrid thuộc đế chế Emirate of Granada, ông là người đã xây dựng lên kiến trúc cung điện và những bức tường của Alhambra như hiện tại. Đến năm 1333, Cung điện này được chuyển thành cung điện hoàng gia bởi Yusuf I, Sultan of Granada (Quốc vương của Granada). Sau thời kỳ Tái lập Cơ Đốc Giáo Reconquista vào năm 1492, nơi đây trở thành Toà án Hoàng gia của Ferdinand và Isabella (Nơi Cristoforo Colombo được trao chứng nhận hoàng gia cho cuộc thám hiểm của mình), và cung điện cũng được thay đổi một phần theo phong cách Phục Hưng. Năm 1526, Charles I & V đã cho xây dựng một cung điện mới theo phong cách phục hưng để phù hợp hơn với danh hiệu Hoàng đế Thần thánh của Roman trong cuộc cách mạng của phong cách Mannerism ảnh hưởng từ Chủ nghĩa Nhân Văn thời kỳ Phục Hưng, cung điện mới được xây dựng một cách đối lập với kiến trúc của triều đại Nasrid, nhưng cuối cùng nó đã không bao giờ được hoàn thiện bởi sự ảnh hưởng của cuộc cách mạng Morisco ở Granada.

## Hình ảnh

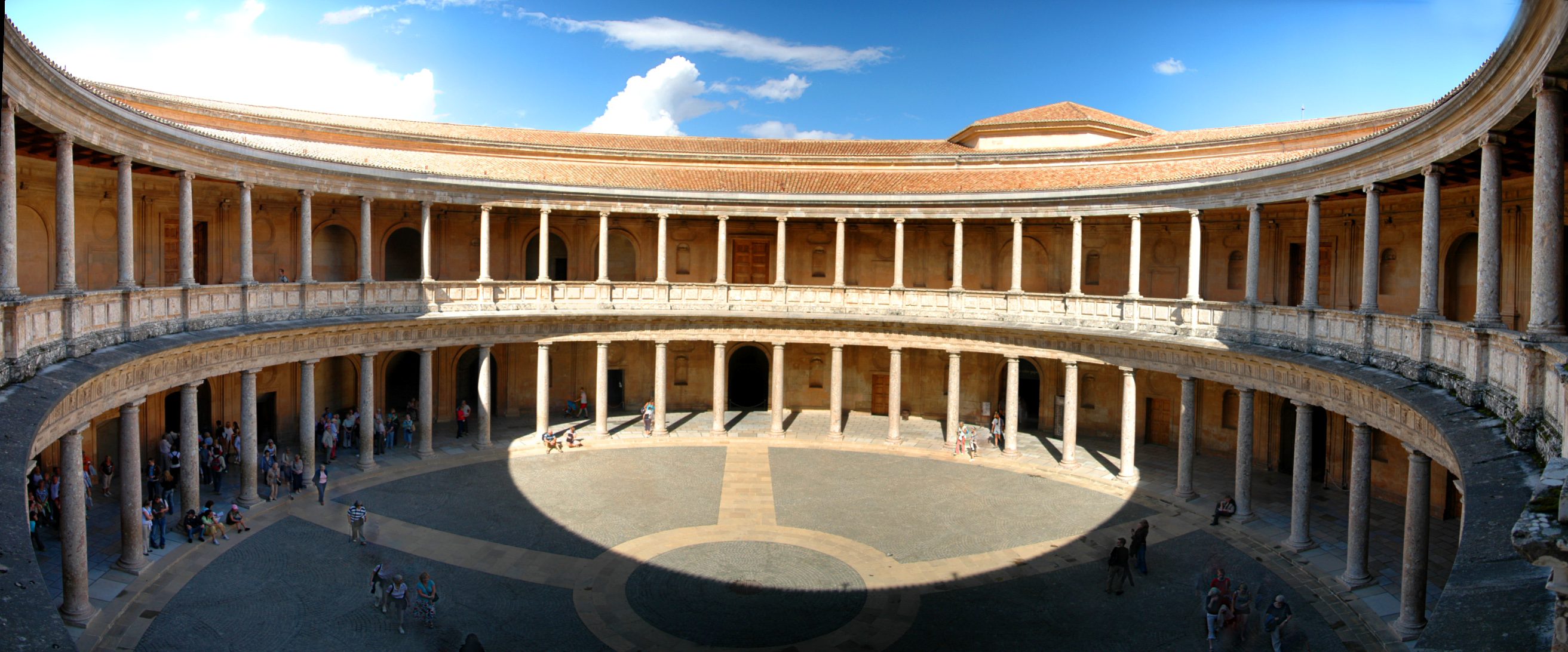
Hàng hiên của dinh Charles V
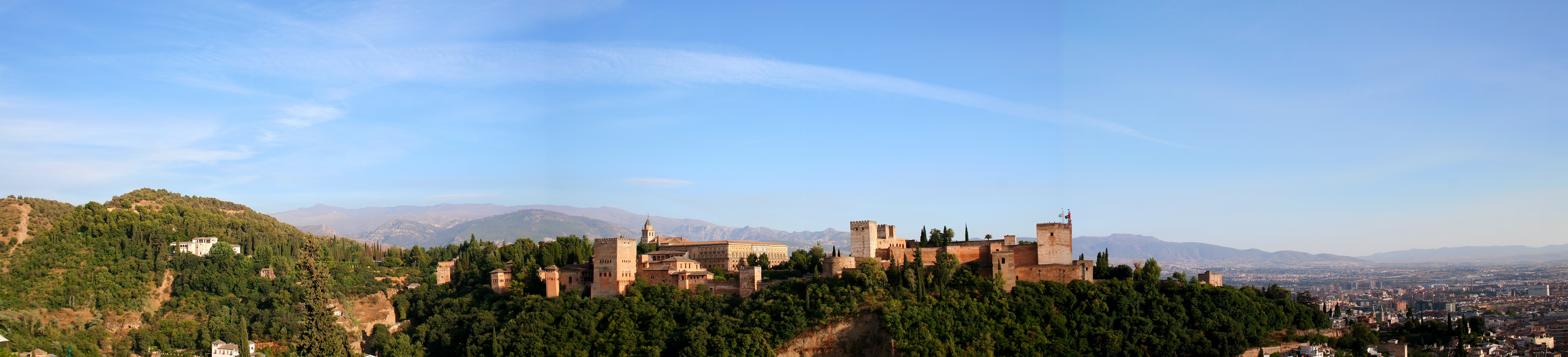
Toàn cảnh
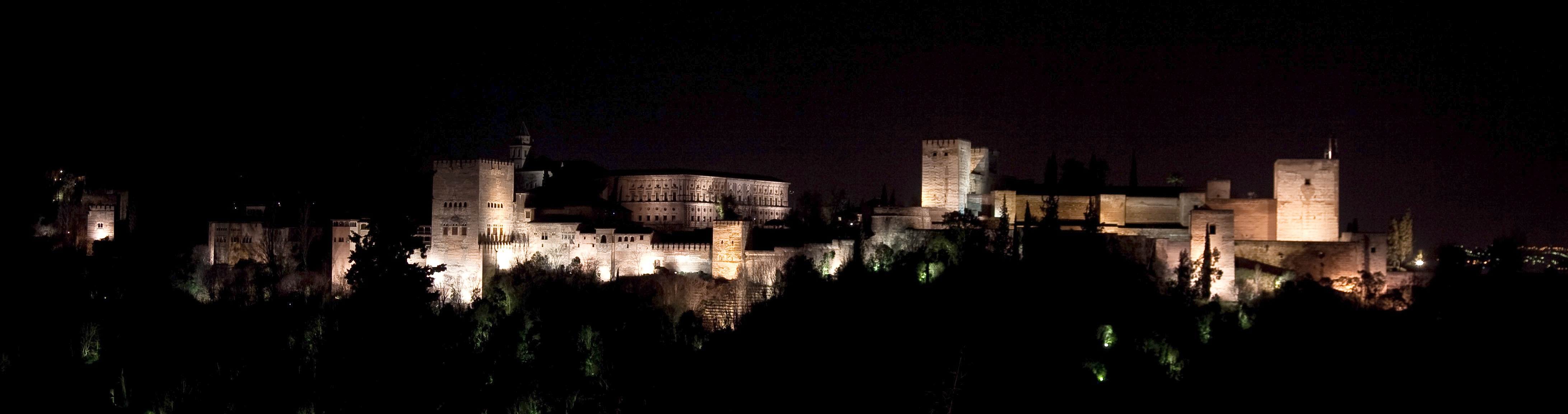
Toàn cảnh ban đêm
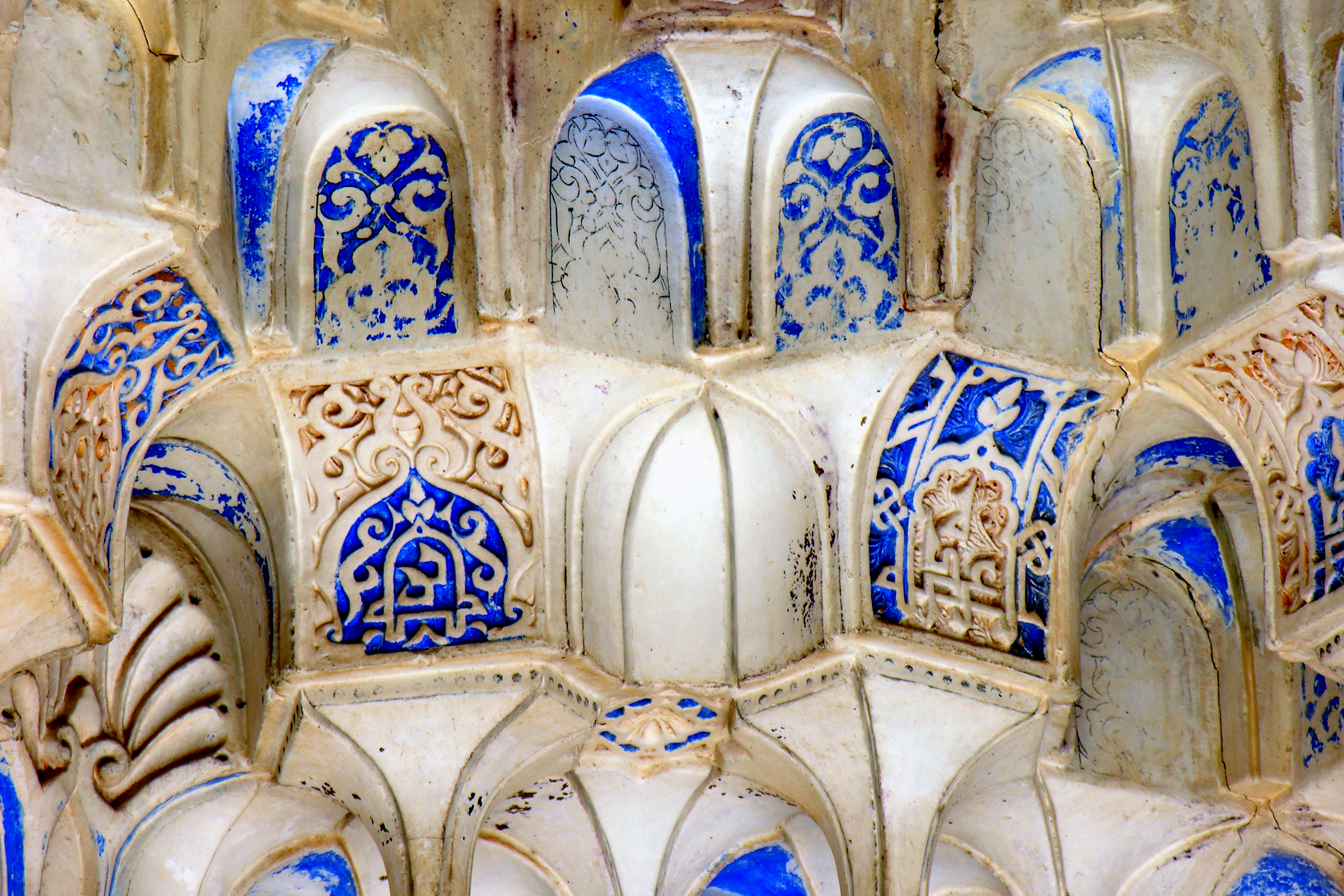
Mocárabes
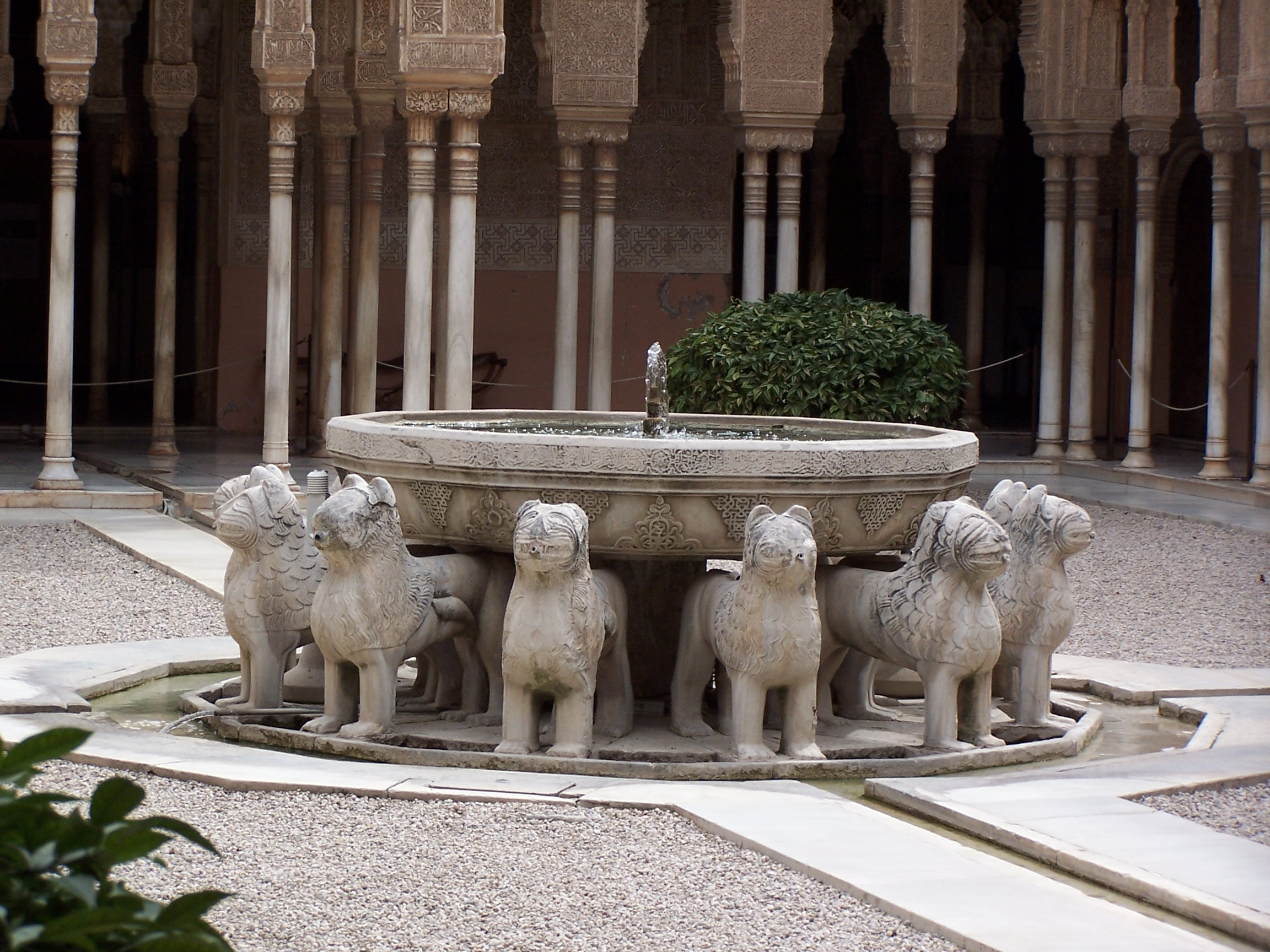
Lions Fontain
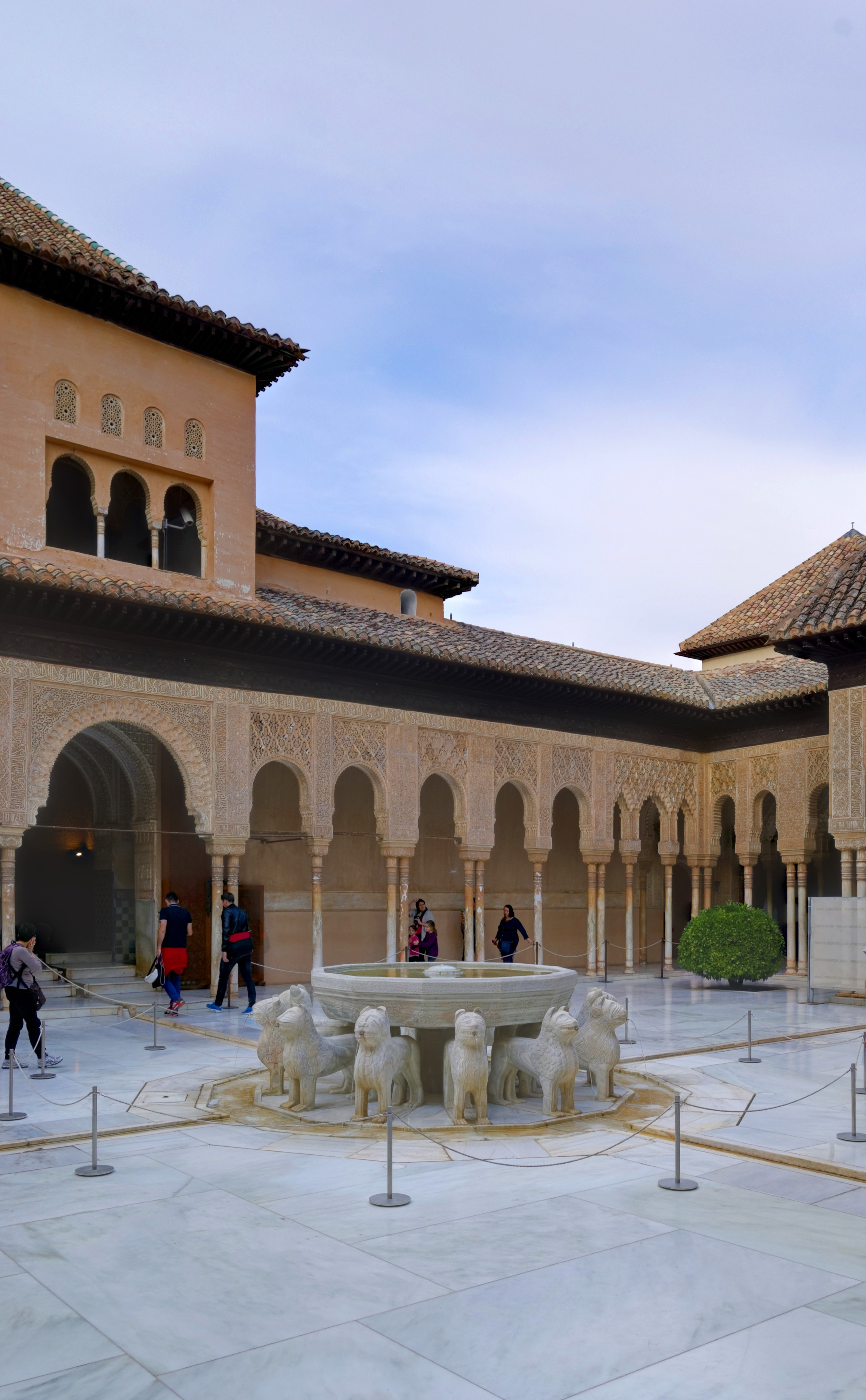
Tòa các Sư Tử
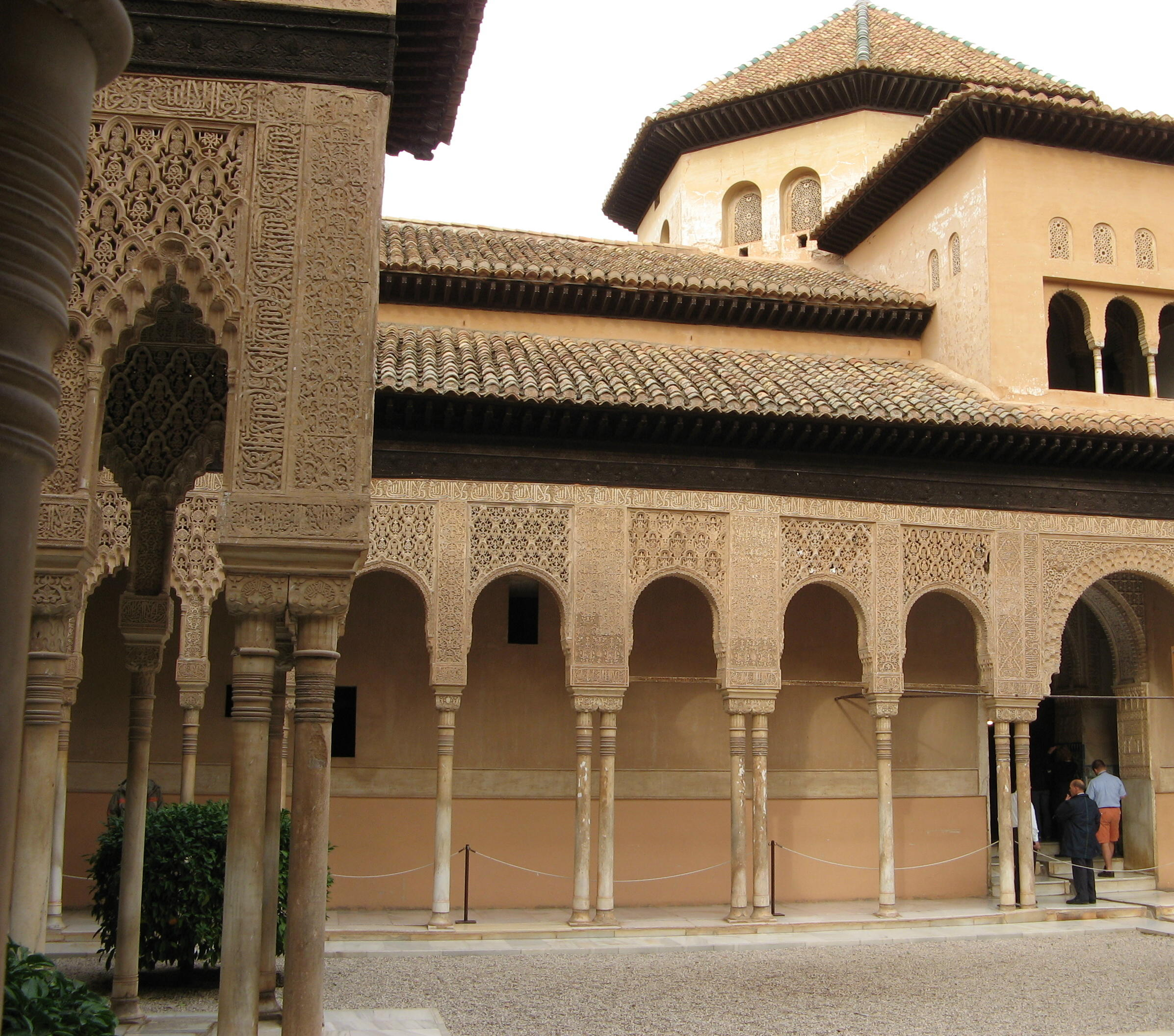
Tòa các Sư Tử
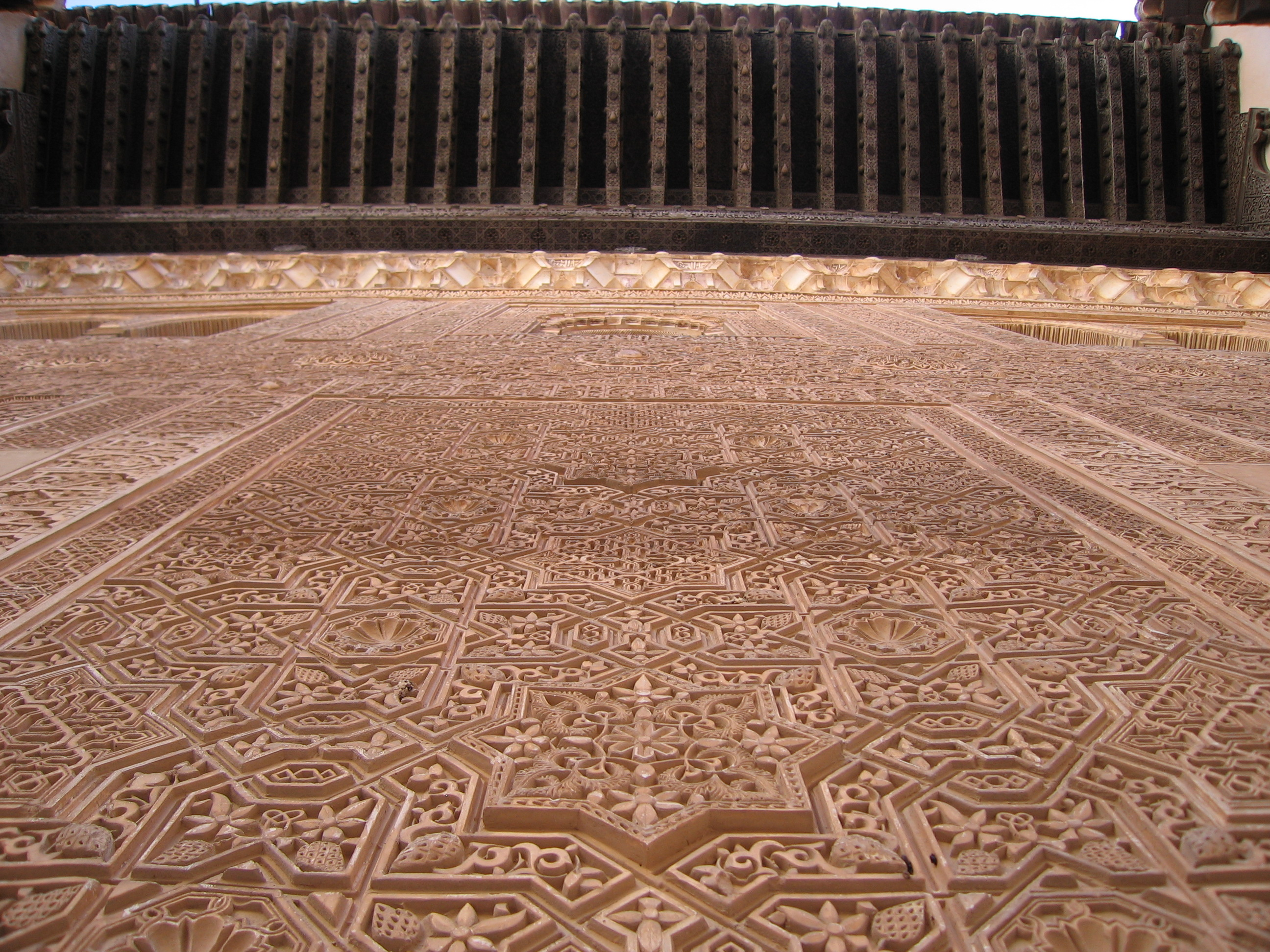
Chi tiết trên bức tường hiên phòng Golden Room
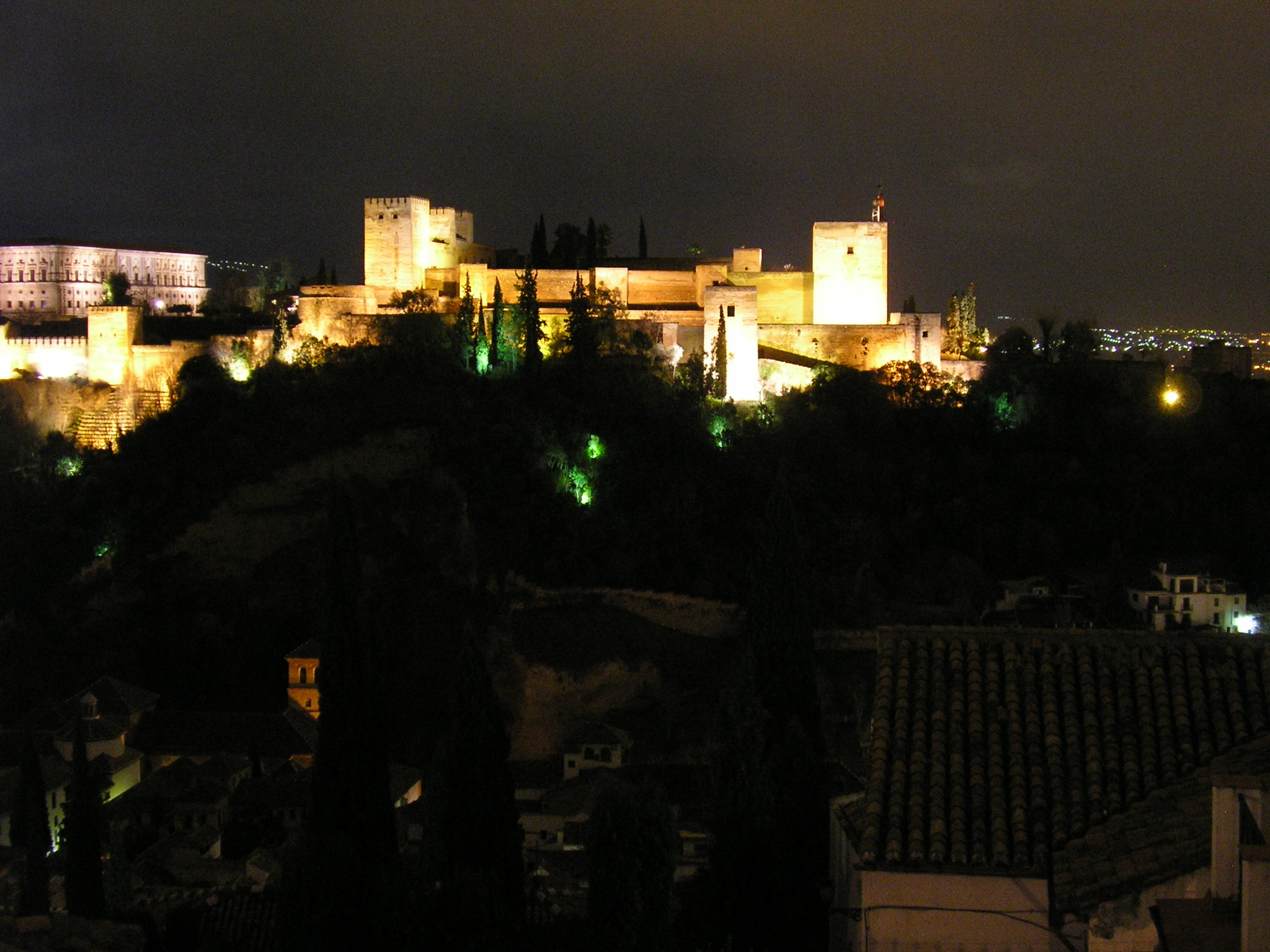
Alhambra ban đêm
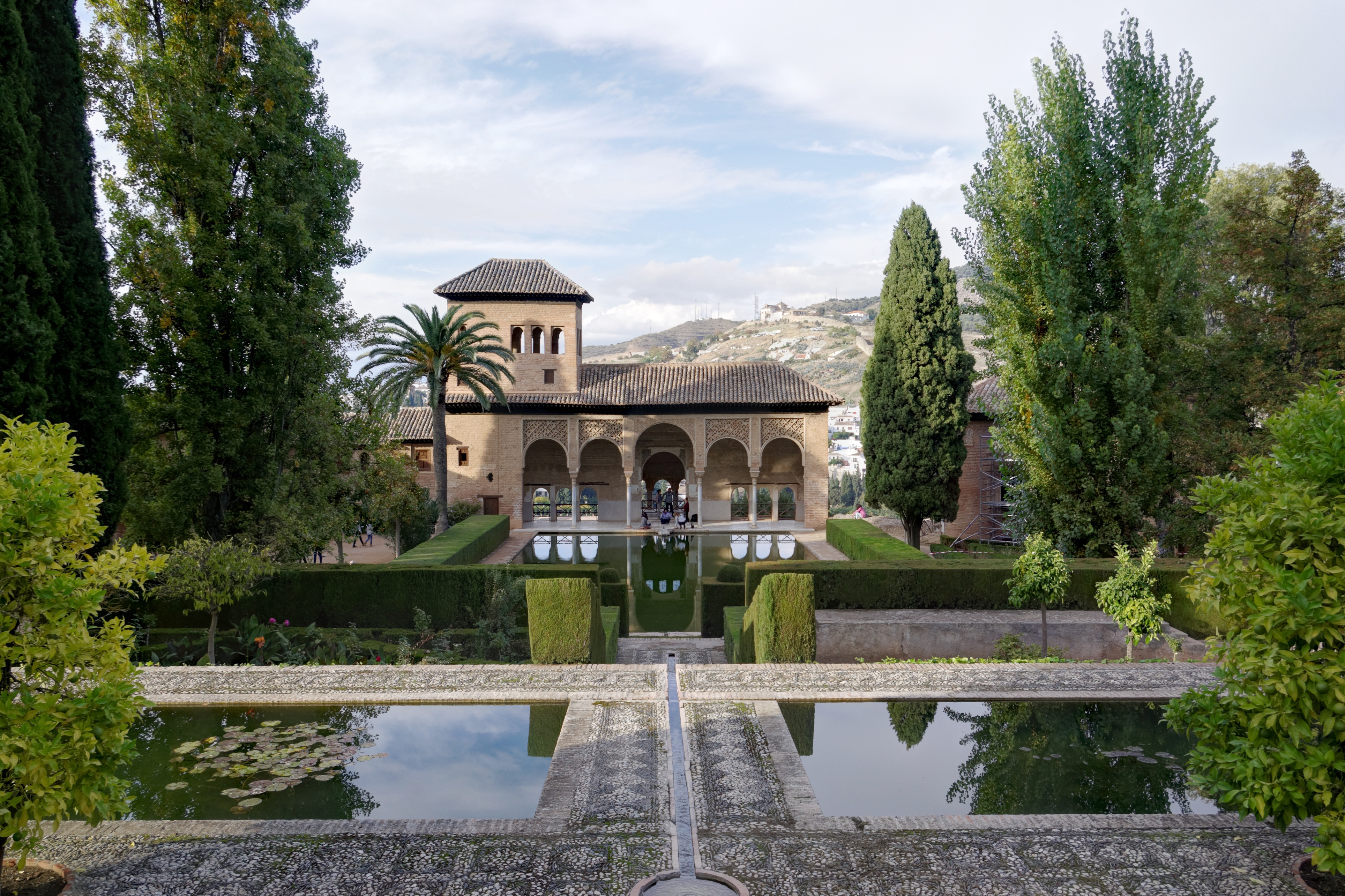
Bể bơi cung điện El Partal
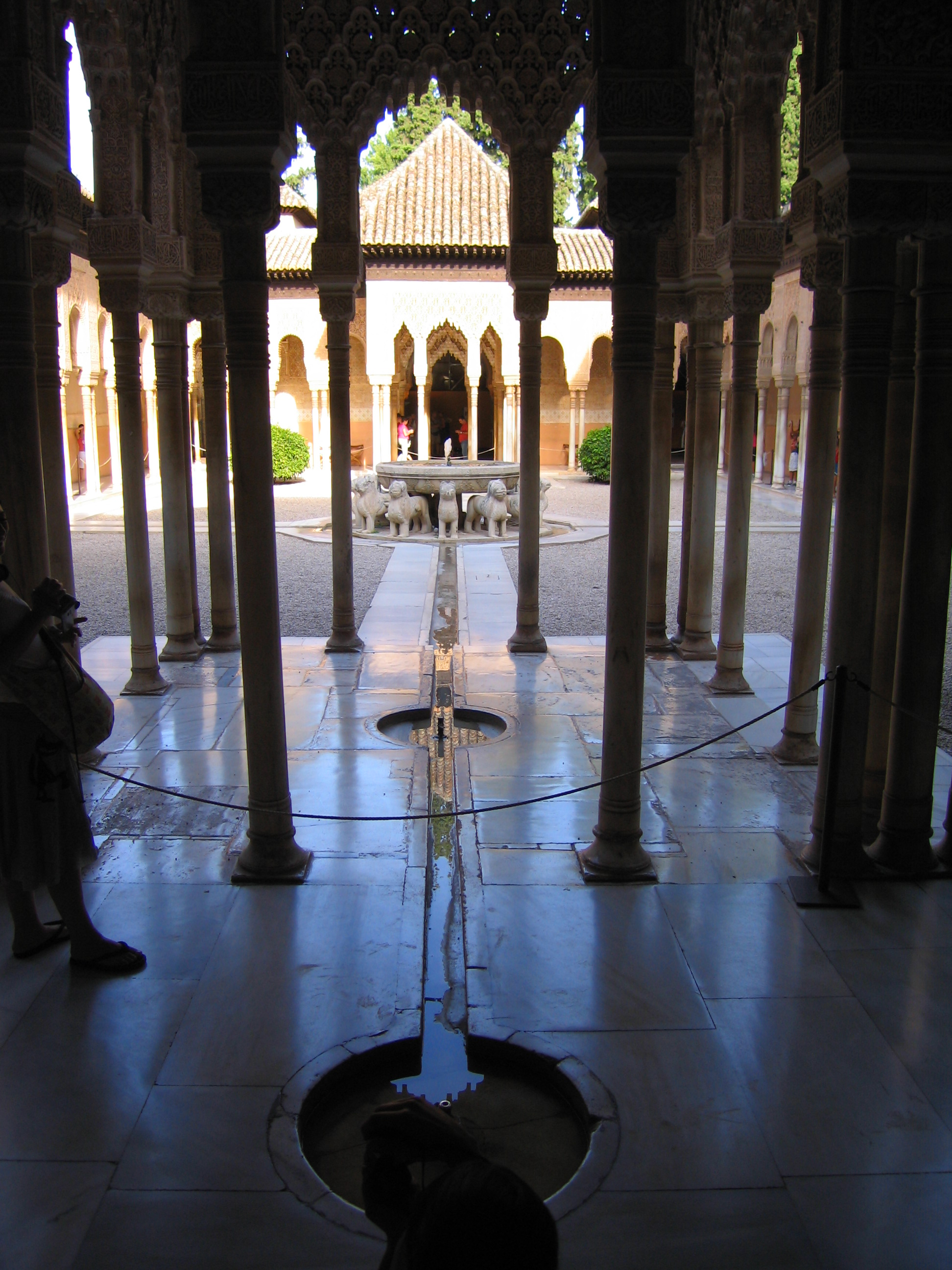
Hiện ứng ánh sáng ở Tòa các Sư Tử
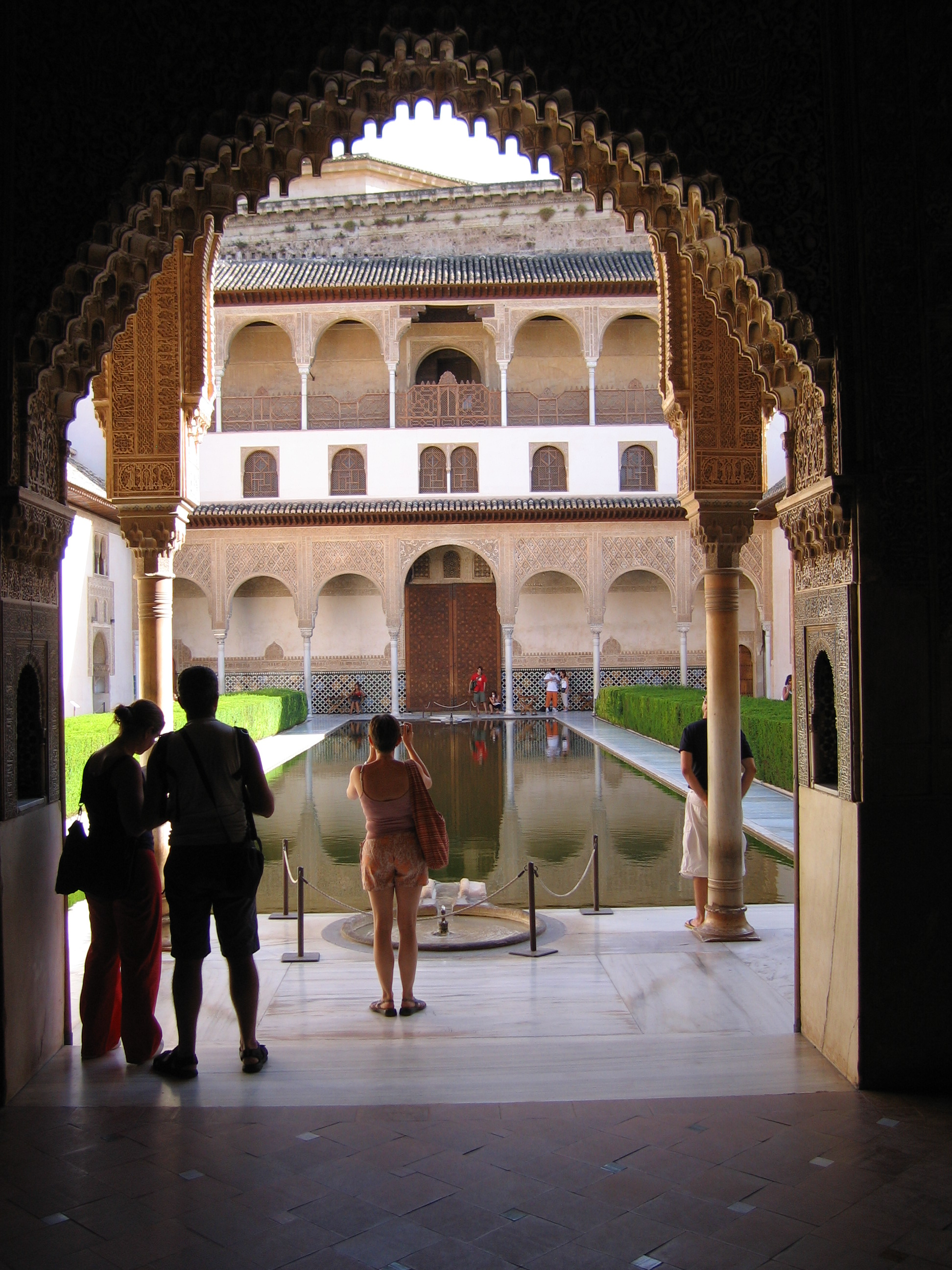
Khách ở cung điện Comares